# Dabiz Muñoz
David Muñoz Rosillo (Madrid, 15 de enero de 1980), también conocido como Dabiz Muñoz, es un cocinero español especializado en cocina de vanguardia. Su restaurante DiverXo en Madrid ha recibido tres estrellas Michelin.

## Carrera
Después de los restaurantes Viridiana, Catamarán y Chantarella, trabajó en restaurantes especializados en gastronomía asiática de Londres.
Muñoz se instaló en Madrid en 2007. En 2010, recibió la primera estrella Michelin. Dos años después abrió el local StreetXO en el Gourmet Experience de El Corte Inglés de la calle de Serrano, una propuesta más informal que DiverXO.

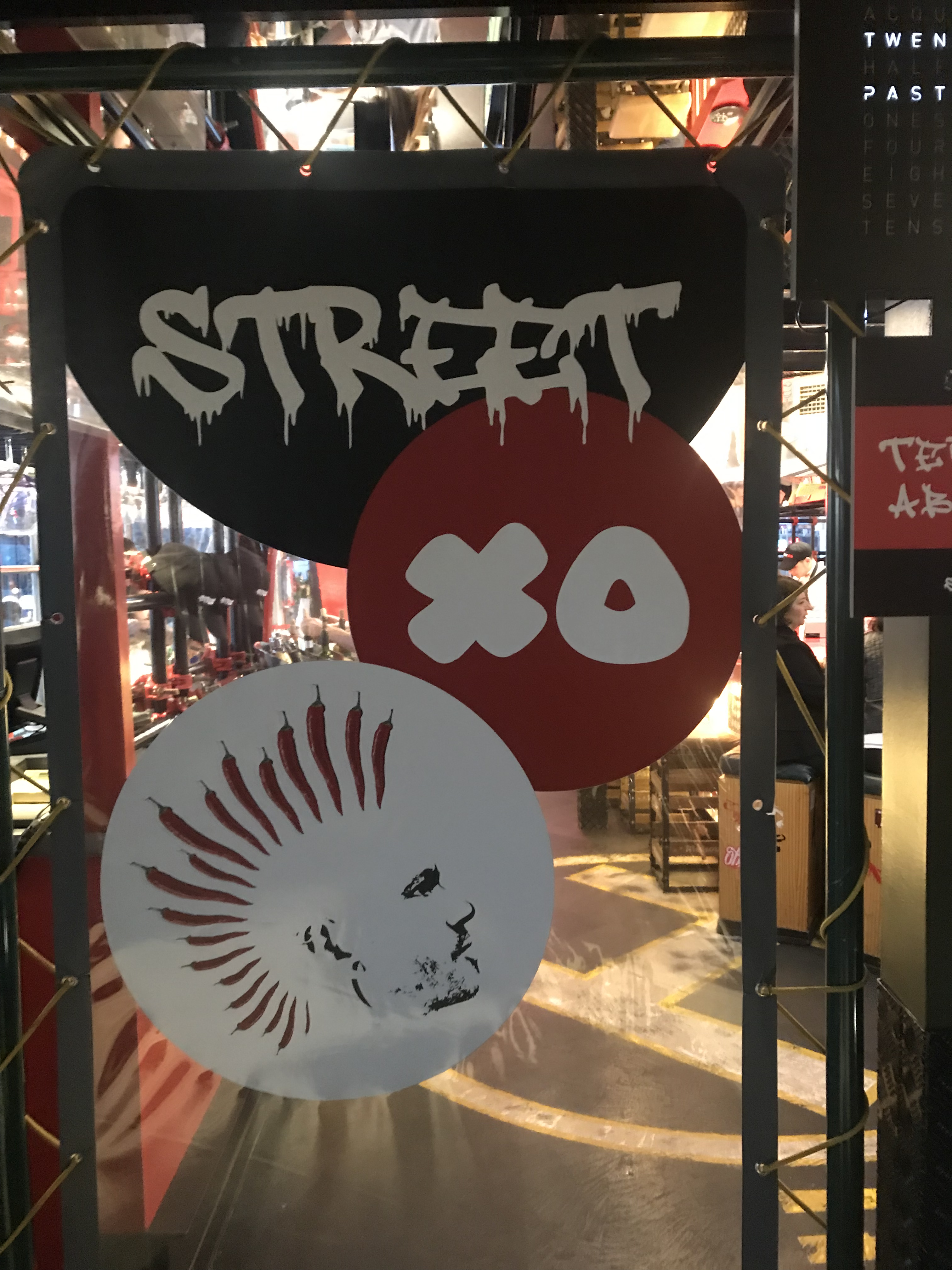
Entrada de StreetXo en Serrano 52 (Madrid)

En 2007 inauguró DiverXO, un restaurante de cocina fusión por el que recibió en 2012 una segunda estrella Michelin. En él se ofrece una cocina compleja elaborada con diversas técnicas y productos de diferentes gastronomías. En 2013, el restaurante pasó a ser el octavo de España, y único en Madrid, con tres estrellas Michelin. En 2014, se trasladó al hotel madrileño Eurobuilding, propiedad de la cadena NH Hotel Group. Dos años más tarde, Muñoz abrió una sucursal londinense,  StreetXoLondon, ubicada en la zona de Mayfair.
En enero de 2016, se estrenó en Cuatro El Xef, documental de cuatro episodios que muestra la vida de Muñoz como cocinero en Madrid. La segunda temporada del programa, grabada en StreetXoLondon, comenzó a emitirse en marzo de 2017.
En 2020, cerró StreetXoLondon debido a las pérdidas ocasionadas por la pandemia de COVID-19.
Fue elegido mejor chef del mundo por The Best Chef Awards en 2021, 2022 y 2023.

## Vida privada
Muñoz estuvo casado con Ángela Montero Díaz, socia gerente y jefa de sala de DiverXO. En diciembre de 2014, empezó una relación con la presentadora de televisión Cristina Pedroche, con quien se casó en 2015. El 14 de julio de 2023, nació su primera hija, Laia, en la clínica Montepríncipe de Madrid.